# Brychaetus muelleri
A Brychaetus muelleri a sugarasúszójú halak (Actinopterygii) osztályának elefánthalak (Osteoglossiformes) rendjébe, ezen belül a csontosnyelvűek (Osteoglossidae) családjába tartozó fosszilis faj.
Nemének eddig az egyetlen felfedezett faja.

## Tudnivalók
A Brychaetus muelleri a késő kréta és a paleocén korok idején élt. Maradványait Európában, Észak-Amerikában és Afrikában fedezték fel. Ennek az édesvízi halfajnak nagyon hosszú, azonban tompa, él nélküli fogai voltak.

## Fordítás
- Ez a szócikk részben vagy egészben  a   Brychaetus című angol Wikipédia-szócikk ezen változatának fordításán alapul.  Az eredeti cikk szerkesztőit annak laptörténete sorolja fel. Ez a jelzés csupán a megfogalmazás eredetét és a szerzői jogokat jelzi, nem szolgál a cikkben szereplő információk forrásmegjelöléseként.